# تپه کهنه قلعه قجور
تپه کهنه قلعه قجور مربوط به دوره ساسانیان - سدهٔ ۶ ه.ق است و در شهرستان بیجار، روستای قجور واقع شده و این اثر در تاریخ ۱۸ مهر ۱۳۵۶ با شمارهٔ ثبت ۱۴۶۲ به‌عنوان یکی از آثار ملی ایران به ثبت رسیده است. تپه کهنه قلعه قجور یکی از آثار ملی ثبت شده ایران در بیجار است که قدمت آن مربوط به ساسانی ـ قرن ۶ ق می باشد و در تاریخ ۱۳۵۶/۰۷/۱۸ به شماره ثبت 1462 در مجموعه آثار تاریخی ایران ثبت شده است. نشانی این اثر ملی ثبت شده بیجار شهرستان بیجار، حاشیه جنوب غربی روستای قجور می باشد.
استان کردستان دارای جاذبه های گردشگری، باستانی و طبیعی بسیاری است که تپه کهنه قلعه قجور شهرستان بیجار یکی از آثار تاریخی و دیدنی این استان می باشد. 